# Мьюту
Мьюту́ (яп. ミュウツー Мю:цу:, англ. Mewtwo, дословно рус. Мью II) — один из 1025 видов Покемонов. Главный персонаж полнометражного фильма «Покемон: Мьюту против Мью», специального выпуска «Покемон: Мьюту возвращается», полнометражки «Сверхскоростной Генесект: Пробуждение Мьюту» и анимационно-живого фильма «Покемон. Детектив Пикачу». При этом в рецензии THEM Anime к полнометражному фильму отмечается шаблонность поведения Мьюту как злодея, и что если бы Мьюту был более интересным злодеем, сюжет стал бы сильнее. Мьюту, как и другие покемоны, сражался только против ручных покемонов, так как считал их слабыми и недостойными, из-за того, что они, якобы, «подчинились людям».
Имя Мьюту происходит от Мью, чьи гены послужили его зарождению. Суффикс «ту» (two, два) — название эксперимента, в результате которого появился сам Мьюту. Имя Мьюту относится как к виду в целом, так и к индивидуальным личностям в играх, аниме, манге, игровых картах, и других Покемедиа.

## Биологические характеристики
Мьюту — суперклон Мью, который был создан учеными на основе генетического материала Мью, приспособленный использовать возможности имеющихся у него психокинетических сил. Существует лишь несколько покемонов, созданных человеком.
Его тело бледно-сиреневого цвета и крайне похоже на тело пришельца. Он также немного похож на Мью; это вполне логично, ведь он — клон Мью, только генетически улучшенный. Вместо ушей у Мьюту два маленьких коротких рога. Его тело более человекоподобное, чем тело Мью, но оно все равно сохраняет небольшое сходство с кошачьими или кенгуру. Он имеет отлично поставленные грудные мышцы, однако большинство частей тела — тонки и выглядят очень хило.
Благодаря его генетической связи с Мью, его сущность связана с ошеломляющими телепатическими и телекинетическими силами, силы Мьюту — неоспоримы. Мьюту может применить телекинез, чтобы поднять большие объекты, такие как люди и покемоны, высоко над землёй, с силой швырять их по воздуху, далеко отбросить. Он также может левитировать. Фактически, Мьюту может достигнуть полета лишь небольшим усилием своего разума, энергией направленной соответствующим образом. Во время битвы с другими покемонами Мьюту кажется непобедимым, поскольку с помощью силового поля способен защитить себя от атаки любой силы, в то же время от его собственных энергетических и пси-атак защититься почти невозможно. Он также может легко проникнуть в сознание человека и манипулировать им по своему желанию, равно как и стереть память этого человека впоследствии.
В аниме Мьюту первоначально имел стойкое чувство озлобленности и недоверия к людям, однако впоследствии это чувство уменьшается и он проявляет сострадание и заботу.
Хотя Мьюту и является клоном Мью, он не имеет возможности использовать все его атаки и движения по неизвестным причинам.